# 시흥도원초등학교
시흥도원초등학교는 대한민국 경기도 시흥시에 위치해 있는 공립 초등학교이다.

## 학교 연혁
- 2003년 3월 1일: 개교

## 참고 자료
- 시흥도원초등학교 - 한국교육학술정보원 학교알리미